# Sufflamen albicaudatum
Sufflamen albicaudatum är en fiskart som först beskrevs av Eduard Rüppell 1829.  Sufflamen albicaudatum ingår i släktet Sufflamen och familjen tryckarfiskar. Inga underarter finns listade i Catalogue of Life.